# Preisdiskriminierung im Internet
Von Preisdiskriminierung im Internet wird gesprochen, wenn beim Online-Handel EU-Bürger durch Online-Anbieter aus Gründen der Staatsangehörigkeit, des Wohnsitzes oder des Ortes der Niederlassung des Bürgers hinsichtlich des Preises von Produkten oder Dienstleistungen diskriminiert werden.
Im deutschen Sprachraum werden die Begriffe Preisdifferenzierung oder Preisdiskriminierung überwiegend synonym verwendet, wobei Preisdifferenzierung vorgezogen wird; im englischen Sprachraum wird ausschließlich von Preisdiskriminierung (englisch price discrimination) gesprochen. Preisdifferenzierung setzt voraus, dass der Anbieter durch seine Preisänderung die Preisbildung auf einem Markt beeinflussen kann, der Preis für ihn also ein Aktionsparameter darstellt; die Preisdifferenzierung ist eine besondere Form der Preisfixierung.
Unternehmen haben unter bestimmten Voraussetzungen einen preispolitischen Spielraum, um ihre Produkte/Dienstleistungen zu vermarkten. Sie verwenden dabei die Strategie der Preisdifferenzierung. Dies bedeutet, ein Produkt oder eine Dienstleistung zu unterschiedlichen Preisen auf Basis verschiedener Kriterien anzubieten, um die maximale Zahlungsbereitschaft des Kunden abzuschöpfen und eine Konsumsteigerung herbeizuführen. Diese Strategie wird auch Abschöpfungsstrategie (englisch Skimming pricing) genannt. Dabei werden Kunden nach spezifischen Merkmalen selektiert. Hier spielen das Einkommen sowie der Wohnort als Merkmale eine große Rolle, da die Kaufkraft leicht abzuleiten ist und für die Preisdifferenzierung genutzt werden kann.
Unternehmen verfolgen das Ziel, mit Hilfe der Preisdifferenzierung zusätzliche Umsätze zu realisieren. Die Nachfragemenge nimmt jedoch mit der Zeit ab, da Marktsättigung eintritt. Unternehmen in einer marktbeherrschenden Marktstellung (Monopol- oder Oligopol-Stellung) sind dann im Vorteil.
Wichtigste Voraussetzung ist die Bereitschaft der Kunden, für ein homogenes Produkt unterschiedliche Preise zu zahlen. Letztlich müssen die Zielgruppen unterscheidbar sein und die Kosten für die Marktsegmentierung nicht größer als der zusätzlich erzielte Gewinn. Wichtigstes Gut ist hier Information über Kunden und Wettbewerber.

## Formen der Preisdifferenzierung
Die Preisdifferenzierung kann aus Sicht von Unternehmen oder aus Sicht der Kunden gesehen werden. Aus Sicht der Unternehmen ist sie nach Preisdifferenzierung ersten, zweiten und dritten Grades zu unterscheiden. Diese Sichtweise wurde schon 1920 von Arthur Cecil Pigou geprägt und ist auch heute noch im angelsächsischen Raum wiederzufinden.
Man kann zusätzlich aus Kundensicht die versteckte und offensichtliche Preisdifferenzierung unterscheiden. Offensichtlich ist, das Preise für Produkte nach Markteinführung im Elektronikbereich sinken oder der Urlaub in der Nebensaison günstiger ist als in der Hauptsaison. Versteckte Preisdifferenzierungen sind zum Beispiel vielfach bei Auktionen im Internet zu finden. Bei einer hohen Anzahl an Bietern ist die Wahrscheinlichkeit der Abschöpfung der maximalen Zahlungsbereitschaft sehr hoch.

## Preisdiskriminierung allgemein
Preisdiskriminierung bedeutet allgemein, dass Unternehmer den Preis für Produkte oder Dienstleistungen bei gleicher Produkt- und Dienstleistungsqualität am Käufer im Hinblick auf dessen Rasse oder wegen dessen ethnischer Herkunft, des Geschlechts, der Religion oder Weltanschauung, einer Behinderung, des Lebensalters oder der sexuellen Identität orientieren. Das Allgemeine Gleichbehandlungsgesetz (AGG) verbietet in § 1 AGG zwar diese Benachteiligungen, erwähnt aber in der abschließenden Aufzählung des § 2 Abs. 1 AGG nicht die Preisdiskriminierungen. Die Happy Hour für Frauen oder Seniorentickets für Senioren verstoßen zwar gegen § 19 Abs. 1 AGG, sind aber nach § 20 Abs. 1 Nr. 3 AGG zulässig, weil besondere Vorteile gewährt werden und ein Interesse an der Durchsetzung der Gleichbehandlung fehlt. Versicherungsprämien können aufgrund versicherungsmathematischer und statistischer Risikobewertung nach § 20 Abs. 2 Satz 2 AGG unterschiedlich gestaltet werden. Bei Versicherungsverhältnissen, die vor dem 21. Dezember 2012 geschlossen wurden, ist eine unterschiedliche Behandlung wegen des Geschlechts bei Versicherungsprämien nur zulässig, wenn die versicherungsmathematische und statistische Risikobewertung der bestimmende Faktor ist (§ 33 Abs. 5 AGG).

## Preisdiskriminierung im Internet
Das Internet ermöglicht es Unternehmen, ihre Preispolitik kostengünstig und flexibel zu gestalten. Daher ist der E-Commerce sehr gut für eine Strategie der Preisdiskriminierung geeignet. Durch sie werden sehr viel mehr Kaufanreize geschaffen. Ein Beispiel für diese unterschiedliche Preissetzung ist der Markt für Flugtickets, wo die Merkmale Buchungszeitpunkt (Frühbucherrabatt, last minute), Reisedauer und Zielort für die Preissetzung verwendet werden. Hinzu kommt die Tatsache, ob ein Apple Computer oder ein Windows-PC für die Buchung verwendet wurde, womit man auf die Zahlungsbereitschaft des Kunden schließt.

## Rechtsfragen
Einem Online-Anbieter ist es nach Art. 3 Verordnung (EU) 2018/302 vom 28. Februar 2018 über Maßnahmen gegen ungerechtfertigtes Geoblocking und andere Formen der Diskriminierung aufgrund der Staatsangehörigkeit, des Wohnsitzes oder des Ortes der Niederlassung des Kunden innerhalb des Binnenmarkts und zur Änderung der Verordnungen (EG) Nr. 2006/2004 und (EU) 2017/2394 sowie der Richtlinie 2009/22/EG untersagt, den Zugang von Kunden zu der Online-Benutzeroberfläche des Anbieters aus Gründen der Staatsangehörigkeit, des Wohnsitzes oder des Ortes der Niederlassung des Kunden durch technische Mittel oder auf anderem Wege zu sperren, zu beschränken oder auf andere Webseiten weiterzuleiten. Nach Art. 4 dieser Verordnung dürfen keine unterschiedlichen Allgemeinen Geschäftsbedingungen oder Zahlungsbedingungen (einschließlich der Nettoverkaufspreise) zugrunde gelegt werden. Daher können EU-Bürger beim Online-Kauf von Waren und Dienstleistungen innerhalb der EU-Mitgliedstaaten davon ausgehen, dass ihnen kein höherer Preis wegen ihrer Staatsangehörigkeit oder ihres Wohnsitzlandes berechnet wird.